# The Waterboys
The Waterboys is een Britse folkrockband uit Edinburgh die in 1983 werd opgericht door de Schotse zanger Mike Scott. In de jaren tachtig had de band veel succes, met onder andere het nummer: The Whole Of The Moon. In 1993 stopte de band met spelen, maar sinds 2000 speelt Scott weer onder deze naam.

## Geschiedenis
Mike Scott zat vanaf eind jaren zeventig in verschillende bands waarvan Another Pretty Face de meest succesvolle was. Toen de opvolger van Another Pretty Face, Funhouse, begin jaren tachtig uit elkaar viel besloot Scott aan een soloalbum te gaan werken. Aan die opnamen werkten ook saxofonist Anthony Thistlethwaite en drummer Kevin Wilkinson mee. Het resultaat verscheen in 1983 onder de naam The Waterboys. Deze naam, die ook de naam van de band werd, is afkomstig van een regel uit het Lou Reed-nummer The Kids: I am the waterboy. De eerste single die Mike Scott uitbracht onder de naam The Waterboys was A Girl Called Johnny, dit was een eerbetoon aan Patti Smith.
Hierna voegde toetsenist Karl Wallinger zich bij de groep en volgde een tournee. In juni 1984 verscheen de tweede plaat, A Pagan Place, met daarop de single The Big Music. De muziek van The Waterboys uit deze periode werd ook The Big Music genoemd net als de muziek van onder andere The Alarm en Big Country. In 1985 verscheen het derde album, This Is The Sea, met daarop het bekendste nummer van de band, The Whole Of The Moon. Aan deze plaat werkte ook violist Steve Wickham voor het eerst mee, hij zou bandlid blijven.
Na het verschijnen van This Is The Sea veranderde er veel, Wallinger en Wilkinson vertrokken en Mike Scott verhuisde naar Dublin. Hij werd steeds meer beïnvloed door Ierse volksmuziek, country en gospel en dat was te horen op Fisherman's Blues uit 1988. Het daaropvolgende album Room To Roam (1990) is nog meer Iers getint. Na Room To Roam verliet eerst Wickham en later Thistlethwaite de band en Scott maakte het volgende Waterboys-album met sessiemuzikanten. Het resultaat, Dream Harder verscheen in 1993 en is meer rock-getint.
Mike Scott besloot hierna op het solopad te gaan; The Waterboys hield op te bestaan. Na twee platen haalde Scott de groepsnaam in 2000 weer van stal voor het album A Rock In The Weary Land waarop ook oudgedienden Wilkinson en Thistlethwaite eenmalig meededen, Steve Wickham keerde definitief terug.
In 2005 verscheen het eerste officiële livealbum, Karma to Burn. In april 2007 werd het album Book of Lightning uitgebracht.
Mike Scott heeft twintig gedichten van W.B. Yeats in liedjes verwerkt. Dit heeft vorm gekregen in de show "An Appointment With Mr. Yeats". De première vond plaats in Dublin in maart 2010. De show gooide meteen hoge ogen. Naar aanleiding van dat succes verscheen in 2011 het gelijknamige album.
In 2013 verscheen de boxset The Fisherman's Box, met daarin alle opnamen uit de sessies voor het album Fisherman's Blues uit 1988. In dezelfde periode ging The Waterboys op tournee om de 25e verjaardag van Fisherman's Blues te vieren.
In 2014 ging de groep in het Amerikaanse Nashville de studio in voor de opnamen van een nieuw album. Die plaat, getiteld Modern Blues, verscheen in januari 2015, en kwam diezelfde maand binnen op nummer 18 in de Album Top 100, de hoogste notering voor een Waterboys-album sinds This Is The Sea uit 1985.
In 2017 kwam de plaat Out Of All This Blue uit. Twee jaar later werd het album Where The Action Is uitgebracht en ook hierop laten ze horen nog steeds hun oude geluid in een modern jasje te kunnen steken. Dit album werd volop gepromoot in Nederland met verschillende zaal- en festivalshows. In 2020 kwam alweer een nieuw album uit: Good Luck Seeker. Dit album kwam binnen op 53 in de Nederlandse Album Top 100.
Toen in 2020 Good Luck Seeker uitkwam lag er alweer een nieuwe plaat klaar. Deze mocht van de platenmaatschappij alleen nog niet uitgebracht worden. In april 2022 verscheen hun 15e studioalbum genaamd: All Souls Hill. In november 2021 verscheen van die plaat de eerste single, The Liar, met als onderwerp Donald Trump.

## Discografie

### Albums
| Album met eventuele hitnotering(en) in de Nederlandse Album Top 100                | Datum van verschijnen | Datum van binnenkomst | Hoogste positie | Aantal weken | Opmerkingen   |
| ---------------------------------------------------------------------------------- | --------------------- | --------------------- | --------------- | ------------ | ------------- |
| The Waterboys                                                                      | 1983                  | -                     |                 |              |               |
| A Pagan Place                                                                      | 1984                  | -                     |                 |              |               |
| This Is The Sea                                                                    | 16-09-1985            | 19-10-1985            | 4               | 29           |               |
| Fisherman's Blues                                                                  | 1988                  | -                     |                 |              |               |
| Room to Roam                                                                       | 1990                  | 06-10-1990            | 69              | 5            |               |
| The Best of The Waterboys 81-90                                                    | 1991                  | 18-05-1991            | 69              | 5            | Verzamelalbum |
| Dream Harder                                                                       | 1993                  | 05-06-1993            | 54              | 11           |               |
| The Secret Life of The Waterboys 81-85                                             | 1994                  | -                     |                 |              | Verzamelalbum |
| The Live Aventures of The Waterboys                                                | 1998                  | -                     |                 |              | Livealbum     |
| The Whole of The Moon: The Music of Mike Scott and The Waterboys                   | 1998                  | -                     |                 |              | Verzamelalbum |
| A Rock In The Weary Land                                                           | 25-09-2000            | -                     |                 |              |               |
| Too Close To Heaven                                                                | 24-09-2001            | -                     |                 |              | Verzamelalbum |
| Universal Hall                                                                     | 09-06-2003            | -                     |                 |              |               |
| Karma To Burn                                                                      | 26-09-2005            | -                     |                 |              | Livealbum     |
| Book of Lightning                                                                  | 02-04-2007            | 07-04-2007            | 73              | 2            |               |
| In a Special Place                                                                 | 22-04-2011            | -                     |                 |              |               |
| An Appointment With Mr. Yeats                                                      | 19-09-2011            | -                     |                 |              |               |
| Fisherman's box                                                                    | 25-10-2013            | 02-11-2013            | 92              | 1            | Verzamelbox   |
| Modern Blues                                                                       | 23-01-2015            | 24-01-2015            | 18              | 4            |               |
| Out Of All This Blue                                                               | 08-08-2017            | -                     |                 |              |               |
| Where The Action Is                                                                | 24-05-2019            | -                     |                 |              |               |
| Good Luck, Seeker                                                                  | 21-08-2020            | 29-08-2020            | 53              | 1            |               |
| The Magnificent Seven - The Waterboys Fisherman's Blues/Room To Roam Band, 1989-90 | 03-12-2021            | -                     |                 |              | Verzamelalbum |

| Album met hitnotering(en) in de Vlaamse Ultratop 200 albums | Datum van verschijnen | Datum van binnenkomst | Hoogste positie | Aantal weken | Opmerkingen |
| ----------------------------------------------------------- | --------------------- | --------------------- | --------------- | ------------ | ----------- |
| Modern Blues                                                | 23-01-2015            | 24-01-2015            | 18              | 13           |             |
| Out Of All This Blue                                        | 08-08-2017            | 16-09-2017            | 27              | 7            |             |
| Where The Action Is                                         | 24-05-2019            | 01-06-2019            | 146             | 2            |             |
| Good Luck, Seeker                                           | 21-08-2020            | 29-08-2020            | 120             | 1            |             |

### Singles
| Single met eventuele hitnotering(en) in de Nederlandse Top 40 | Datum van verschijnen | Datum van binnenkomst | Hoogste positie | Aantal weken | Opmerkingen                      |
| ------------------------------------------------------------- | --------------------- | --------------------- | --------------- | ------------ | -------------------------------- |
| A Girl Called Johnny                                          | 1983                  | 04-06-1983            | tip 12          | -            | Nr. 44 in de Nationale Hitparade |
| The Whole of the Moon                                         | 1986                  | 18-01-1986            | 21              | 7            | Nr. 19 in de Nationale Hitparade |

| Single met hitnotering(en) in de Vlaamse Ultratop 50 | Datum van verschijnen | Datum van binnenkomst | Hoogste positie | Aantal weken | Opmerkingen |
| ---------------------------------------------------- | --------------------- | --------------------- | --------------- | ------------ | ----------- |
| November Tale                                        | 2014                  | 27-12-2014            | tip 61          | -            |             |
| I Can See Elvis                                      | 2015                  | 19-09-2015            | tip 82          | -            |             |
| If the Answer Is Yeah!                               | 2017                  | 05-08-2017            | tip             | -            |             |

### NPO Radio 2 Top 2000
| Nummer met noteringen in de NPO Radio 2 Top 2000 | '00 | '01 | '02 | '03 | '04 | '05 | '06 | '07 | '08 | '09 | '10 | '11 | '12 | '13 | '14 | '15 | '16 | '17 | '18 | '19 | '20 | '21 | '22 | '23 | '24 |
| ------------------------------------------------ | --- | --- | --- | --- | --- | --- | --- | --- | --- | --- | --- | --- | --- | --- | --- | --- | --- | --- | --- | --- | --- | --- | --- | --- | --- |
| The Whole of the Moon                            | 279 | 423 | 299 | 350 | 486 | 397 | 412 | 396 | 394 | 407 | 392 | 382 | 394 | 408 | 349 | 351 | 323 | 345 | 404 | 366 | 398 | 377 | 399 | 427 | 401 |

1. ↑  Een vetgedrukt getal geeft de hoogste notering aan.
2. ↑  2000 was het eerste jaar met een notering voor dit nummer.